# Corina Casanova
Corina Casanova (ur. 4 czerwca 1956 w Ilanz) – szwajcarska polityk, od 2008 do 2015 Kanclerz Konfederacji Szwajcarskiej.

## Życiorys
Urodzona w Ilanz, Gryzonia. Pracowała jako prawnik w Kancelarii byłego prezesa Szwajcarskiego Federalnego Sądu Najwyższego, Giusepa Naya, jak również delegata Czerwonego Krzyża w RPA, Angoli, Nikaragui i Salwadorze. Była także federalną parlamentarzystką i doradczynią Federalnych Radców Flavio Cotti i Joseph Deiss.
W sierpniu 2005 roku została wybrana na urząd wicekanclerza przez Szwajcarskie Zgromadzenie Federalne. W grudniu 2007 roku Szwajcarska Rada Związkowa wybrała ją na urząd Kanclerza Konfederacji Szwajcarskiej, urząd oficjalnie rozpoczęła 1 stycznia 2008. W marcu 2008 roku została wyznaczona przez członka Rady szwajcarskiej Federalnej kierunkowej komisji dla rządu elektronicznego w Szwajcarii.
Należy do Chrześcijańsko-Demokratycznej Partii Ludowej Szwajcarii. Mówi w sześciu językach: retoromański, niemiecki, francuski, włoski, angielski i hiszpański.